# Jurij Kuzin
Jurij Wadimowicz Kuzin (ros.: Юрий Вадимович Кузин, ur. 29 sierpnia 1989 w Moskwie) – rosyjski hokeista.

## Kariera
- Spartak 2 Moskwa (2005-2006)
- CSKA 2 Moskwa (2006-2007)
- Spartak Moskwa (2007)
- Spartak 2 Moskwa (2007-2008)
- Mołot-Prikamje Perm (2008-2009)
- CSK WWS Samara (2009-2010)
- Ładia Togliatii (2007)
- HK WMF (2011-2013)
- Sławuticz Smoleńsk (2013)
- THK Twer (2013-2014)
- GKS Tychy (2014-2015)

Wychowanek Spartaka Moskwa. W barwach tego klubu grał głównie w drużynie rezerwowej, jednak rozegrał także jeden mecz w pierwszym zespole w Superlidze rosyjskiej w sezonie 2007/2008. Później występował w rozgrywkach III ligi rosyjskiej (2006-2009), juniorskiej lidze MHL (2009-2011) i Wysszaja Chokkiejnaja Liga (2011-2014). Od września 2014 zawodnik GKS Tychy w rozgrywkach Polskiej Hokej Ligi. Wraz z nim zawodnikiem tego klubu został inny Rosjanin i rówieśnik Maksim Kartoszkin, także wychowanek Spartaka Moskwa. W wyniku kontroli przeprowadzonej po meczu 8 września 2015 na początku sezonu PHL (2015/2016) został najpierw zawieszony, a następnie zdyskwalifikowany przez Światową Agencję Antydopingową (WADA) na okres dwóch lat za stosowanie niedozwolonych środków dopingujących, po czym w grudniu 2015 jego kontrakt z GKS Tychy został rozwiązany.
W sezonie 2017/2018 został trenerem dziecięcego zespołu Ajs Rink Sankt-Petersburg z rocznika 2009.

## Sukcesy
Klubowe
- Puchar Polski: 2014 z GKS Tychy
- Złoty medal mistrzostw Polski: 2015 z GKS Tychy
- Superpuchar Polski: 2015 z GKS Tychy